# 앨런 하인버그
앨런 하인버그(영어: Allan Heinberg, 1967년 1월 29일 ~ )는 미국의 만화가이다. 마블 코믹스에서 《영 어벤저스》 프랜차이즈를 만들어냈다.